# Nikita Dmitrijewitsch Chakimow
Nikita Dmitrijewitsch Chakimow (* 13. Juni 1988 in Moskau; russisch Никита Дмитриевич Хакимов, englische Transkription Nikita Khakimov) ist ein russischer Badmintonspieler. 

## Karriere
Nikita Chakimow siegte 2013 bei den Slovak International, den Norwegian International, den Turkey International und den Slovenian International im Herrendoppel. 2014 war er bei den Estonian International ebenfalls im Herrendoppel erfolgreich. 2015 wurde er gemeinsam mit Vasily Kuznetsov nationaler Meister im Doppel.